# St. Martin (Kornwestheim)

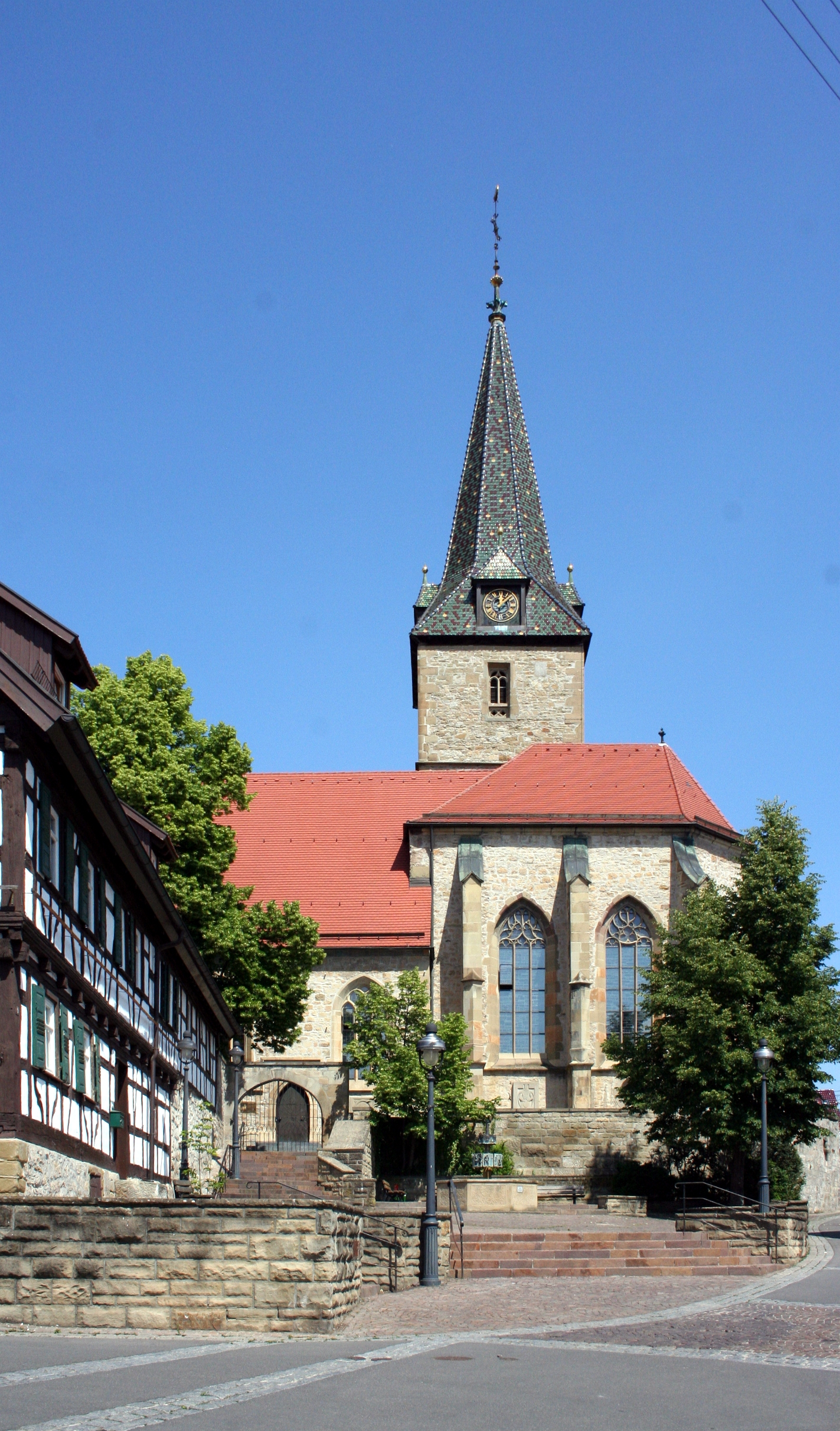
Evang. Martinskirche von Süden (Dorfplatz)

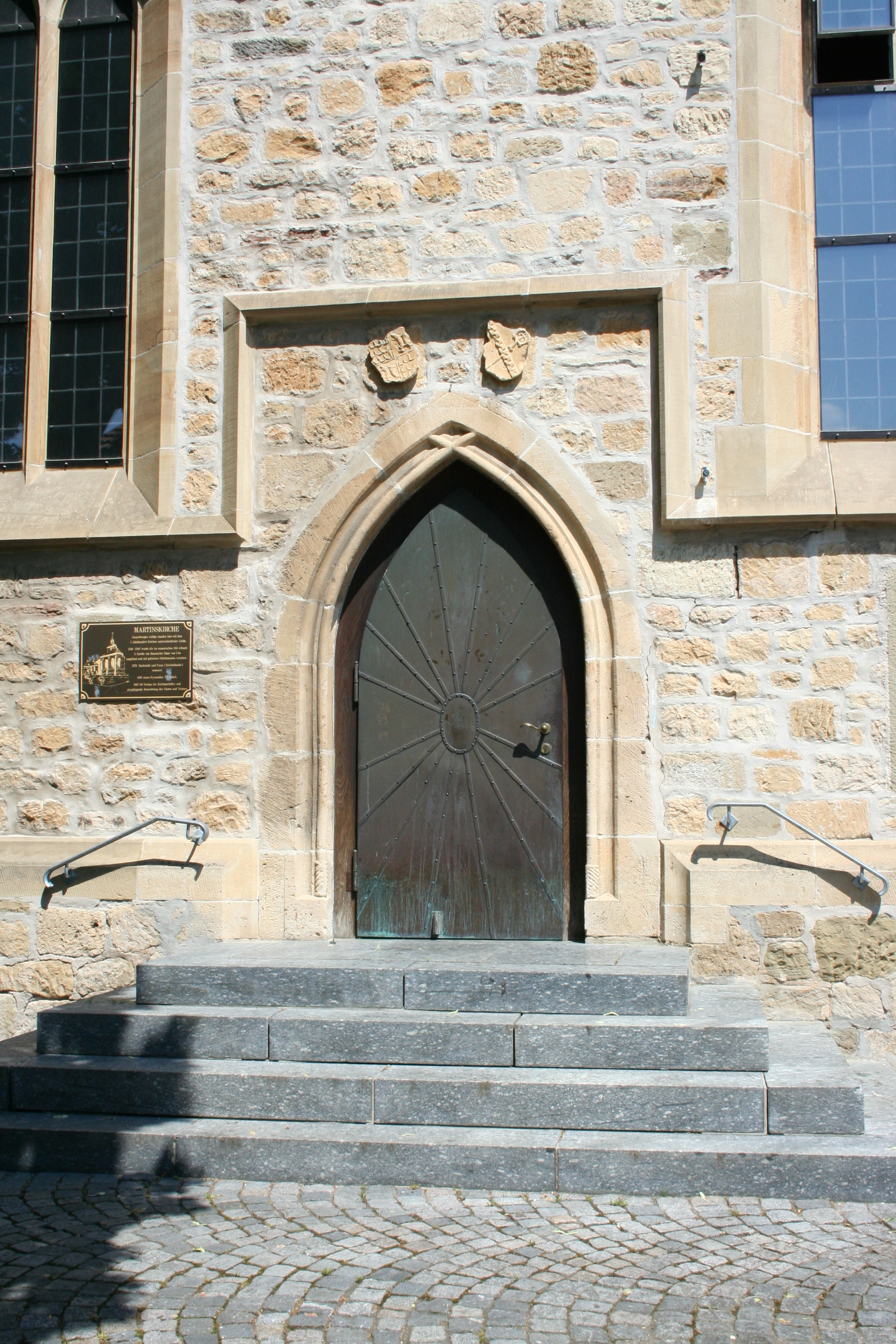
Südportal mit württembergischen (links) und Bebenhäuser Wappen

Die Kirche St. Martin ist die älteste Kirche in der Stadt Kornwestheim in Baden-Württemberg. Sie wurde im gotischen Baustil errichtet. Die Kirche wird auch als „Evangelische Martinskirche“ oder als „alte Dorfkirche“ bezeichnet. Damit soll eine Verwechslung mit der katholischen St.-Martinuskirche vermieden werden, die es seit Anfang des 20. Jahrhunderts in Kornwestheim gibt.
Die Martinskirche hat eine Baugeschichte, die bis in die 1. Hälfte des 7. Jahrhunderts zurückreicht.

## Lage
Die Martinskirche steht im nördlichen Teil der großen Kreisstadt Kornwestheim im alten Dorf, dem ehemaligen Ortszentrum, an einem 1980 geschaffenen Dorfplatz mit Brunnen. Auf der Nordseite stehen die ehemalige Zehntscheuer (1573), die 1979/1980 von der evangelischen Kirchengemeinde zum Philipp-Matthäus-Hahn-Gemeindehaus umgestaltet wurde, sowie die 1883 gepflanzte Luthereiche.

## Baugeschichte
Die Baugeschichte der Martinskirche und ihrer Vorgängerbauten ist durch Grabungen, die 1967 im Zuge einer Vergrößerung des Kirchenschiffes erfolgten, gut dokumentiert. Sie wurden unter der Leitung von Barbara Scholkmann durchgeführt und haben 2013 umfangreiche Erkenntnisse auch zur Geschichte des Ortes und der Umgebung erbracht.

### Erste Bauphase
Um 630/640 entstand eine erste Holzkirche (9,80 × 4,5 Meter), dreischiffig mit Rechteckchor, über einem gemauerten Grab für einen ca. 40-jährigen, gewaltsam zu Tode gekommenen Mann, wohl einen merowingischen Adeligen.

### Zweite Bauphase
Der erste kleine Bau wurde in der zweiten Bauphase um die Mitte des 8. Jahrhunderts durch eine steinerne Saalkirche (12,70 × 7,70 Meter) mit verglasten Fenstern und Apsis ersetzt. Die Vorgängerkirche aus Holz wurde damals abgerissen und das Grab teilweise geplündert. Vermutet wird eine „intentionale Zerstörung“ durch die Karolinger, die die Herrschaft der Merowinger beendeten.

### Dritte Bauphase
In der dritten Bauphase wurde um 1100 unter dem Patronat des Klosters Hirsau eine größere Saalkirche (14,7 × 7,80 Meter) mit eingezogenem Quadratchor (5,20 × 5,20 Meter) gebaut. Die erste urkundliche Erwähnung der Martinskirche erschien in der Schenkungsurkunde an Hirsau. Im 12./13. Jahrhundert wurde im Chor ein romanisches Chorgewölbe eingezogen.

### Vierte Bauphase
Nach einem Kirchenbrand wurde in der vierten Bauphase in der zweiten Hälfte des 13. Jahrhunderts nach Übernahme des Patronats durch das Kloster Bebenhausen eine neue Kirche mit Rechteckchor und einem darüber liegenden Chorturm errichtet (22,70 × 9,5 Meter).
Zwischen 1481 und 1495 erfolgten die Erneuerung des Langhauses und der Einbau neuer spätgotischer Fenster und Portale unter Pfarrer Jakob Böhmler.

### Fünfte Bauphase
In der fünften Bauphase vom Ende des 15. Jahrhunderts bis 1516 wurde unter dem Baumeister Hans von Ulm ein Neubau konzipiert, aber nur der Chor und Chorseitenturm wurden realisiert. Der geplante Neubau des Langhauses wurde wohl wegen Geldmangels aufgegeben. Als Gründe dafür werden der Bauernkrieg 1525 sowie die Einführung der Reformation in Württemberg 1534 genannt, im Zuge derer das Kloster Bebenhausen aufgelöst wurde. Seither ist die Kirche evangelisches Gotteshaus. Sie war lange Zeit die einzige Kirche in Kornwestheim.
Bis Ende des 16. Jahrhunderts wurde das Langhaus moderat nach Westen verlängert und dreibahnige, nachgotische Fenster wurden eingesetzt.

### Erweiterung und Renovierung
1881 bis 1882 erfolgte eine Renovierung: Das Kircheninnere wurde im Jugendstil umgestaltet. Das Schiff bekam eine gewölbte Decke. Emporen gab es im Chorraum und im Kirchenschiff an der Nord- und Westseite. Der Taufstein stand in der Mitte vor dem Altar.
In den Jahren 1967 bis 1968 wurde eine grundlegende Veränderung des Kirchenschiffes vorgenommen. Von ihm blieb nur die Nordwand aus dem 13. Jahrhundert stehen. Die Südwand wurde – wie bereits Anfang des 16. Jahrhunderts vorgesehen und an den Bindersteinen an der Südwestecke des Chors sichtbar – um 2,5 Meter nach Süden versetzt. Sie behielt das Aussehen der alten Wand mit ihren nachgotischen Fenstern. Das Schiff stand nun mittig zum Langhaus (22 × 11,7 Meter). Im Südwesten wurde der Haupteingang mit einer Treppe zur Empore im Westteil des Schiffes angebaut. Der gotische Chor (13 × 8,5 Meter) blieb unverändert. Die Gesamtlänge der Kirche beträgt nun 35,5 Meter.
Die Orgel wurde damals von der Westempore in den Chorraum verlegt, die Kanzel von der Süd- auf die Nordseite des Chorbogens.
Auf einem neugestalteten Tympanon über dem Haupteingang wurde eine 1968 geschaffene Darstellung der Übergabe eines Mantels an einen Bettler durch den Namenspatron Martin von Tours angebracht. Über dem Eingang ins Kircheninnere wurde ein romanisches Flechtornament angebracht, das wahrscheinlich aus der Zeit der dritten Bauphase stammt und bis 1967 an der Südseite angebracht war.
Ab Anfang 2021 wurde die Martinskirche ein weiteres Mal renoviert. Unter anderem wurde die Orgel vom Chorraum wieder auf die Empore versetzt. Am 22. Februar 2022 wurde die Martinskirche wiedereröffnet.
Die Kirche bietet heute etwa 400 Sitzplätze.

## Innenraum

### Chorraum

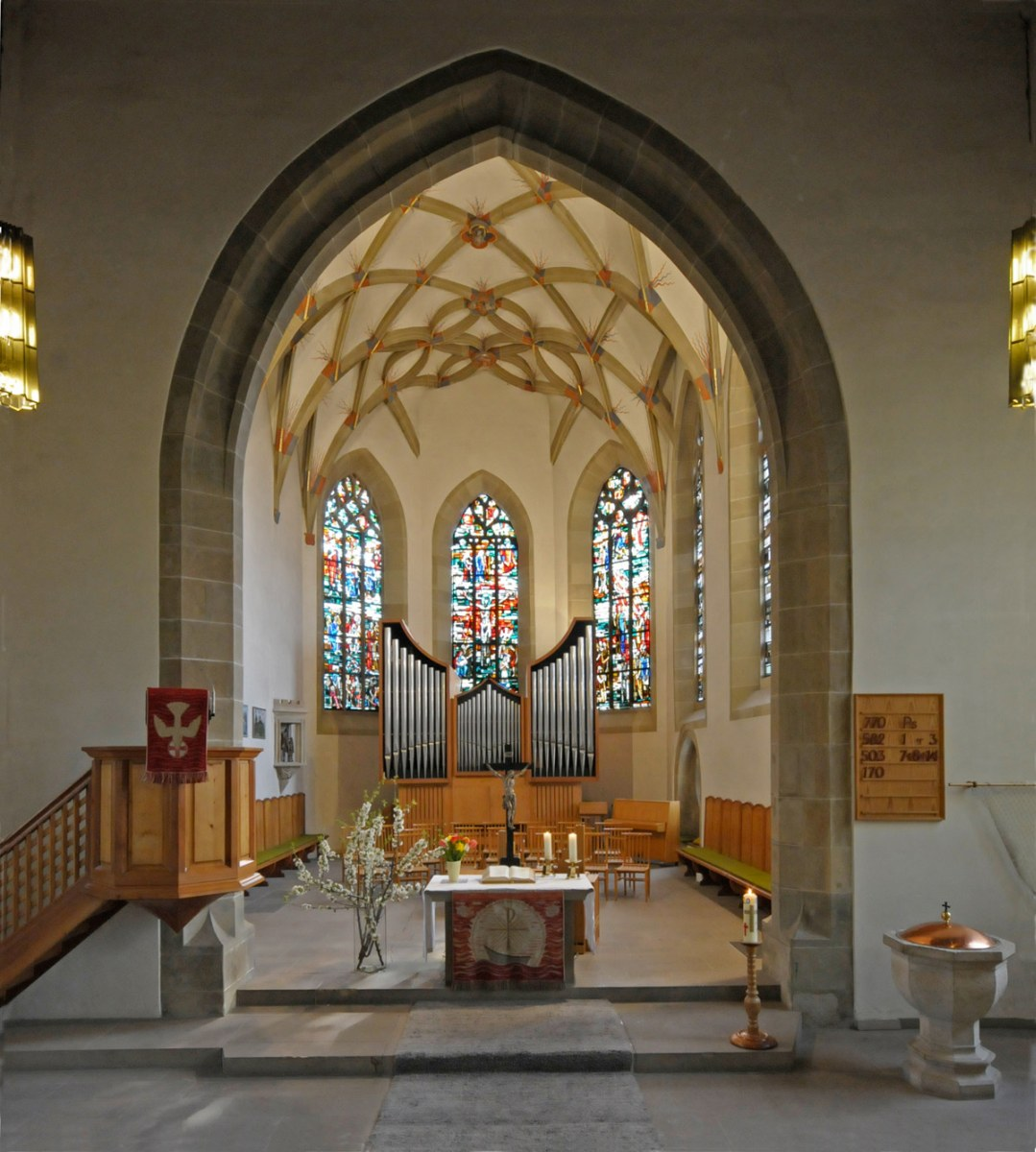
Blick in den Chorraum

Der Chorraum ist mit einem gotischen Netzgewölbe mit fünf farbig ausgestalteten Schlusssteinen versehen. Sie stellen von Westen nach Osten gesehen den Heiligen Antonius, Wendelin, Ottilie, Martin von Tours und Maria (Madonna mit Sonnenkranz) dar.
An der Nordseite des Chores befindet sich ein Sakramentshäuschen, bestehend aus Bruchstücken, die bei den Renovierungsarbeiten 1968 gefunden wurden. Im Sakramentshäuschen befindet sich eine neu geschaffene Bronze-Skulptur, die die Mantelteilung des Heiligen Martin darstellt.

### Fenster
1968 wurden von den Künstlern Rudolf Yelin und Kohler in Zusammenarbeit mit dem Atelier für Glasgestaltung V. Saile (Stuttgart) neue Glasfenster gestaltet: Ein großes Rundfenster auf der Westseite zeigt den Kampf Michaels mit dem Drachen.
Im Chorraum sind drei Fenster, die biblische Motive darstellen. Die Fenster der Nordseite sind mit alttestamentlichen Geschichten geschmückt. Sie zeigen den Sündenfall (Genesis 3), Kain und Abel (Genesis 4), den Besuch der drei Männer (Gott) bei Abraham (Genesis 18) und die eherne Schlange (Numeri 21). Die Fenster in der Mitte sind mit Motiven aus dem Leben Jesu versehen und zeigen dessen Geburt mit Stern, Taufe, Kreuz und leeres Grab. Die Fenster der Südseite zeigen den Anfang der Kirche und die Himmelfahrt nach der Apostelgeschichte: Pfingsten, Steinigung des Stephanus, Christ erscheint dem Apostel Paulus (Apostelgeschichte 1,2,7 und 9).

### Weitere Ausstattung
An der Südseite befindet sich ein gotisches Kruzifix, vermutlich aus der Vorgängerkirche um 1480, mit barocker Maria-Johannesgruppe um 1680 und Totenkopf.

### Orgel

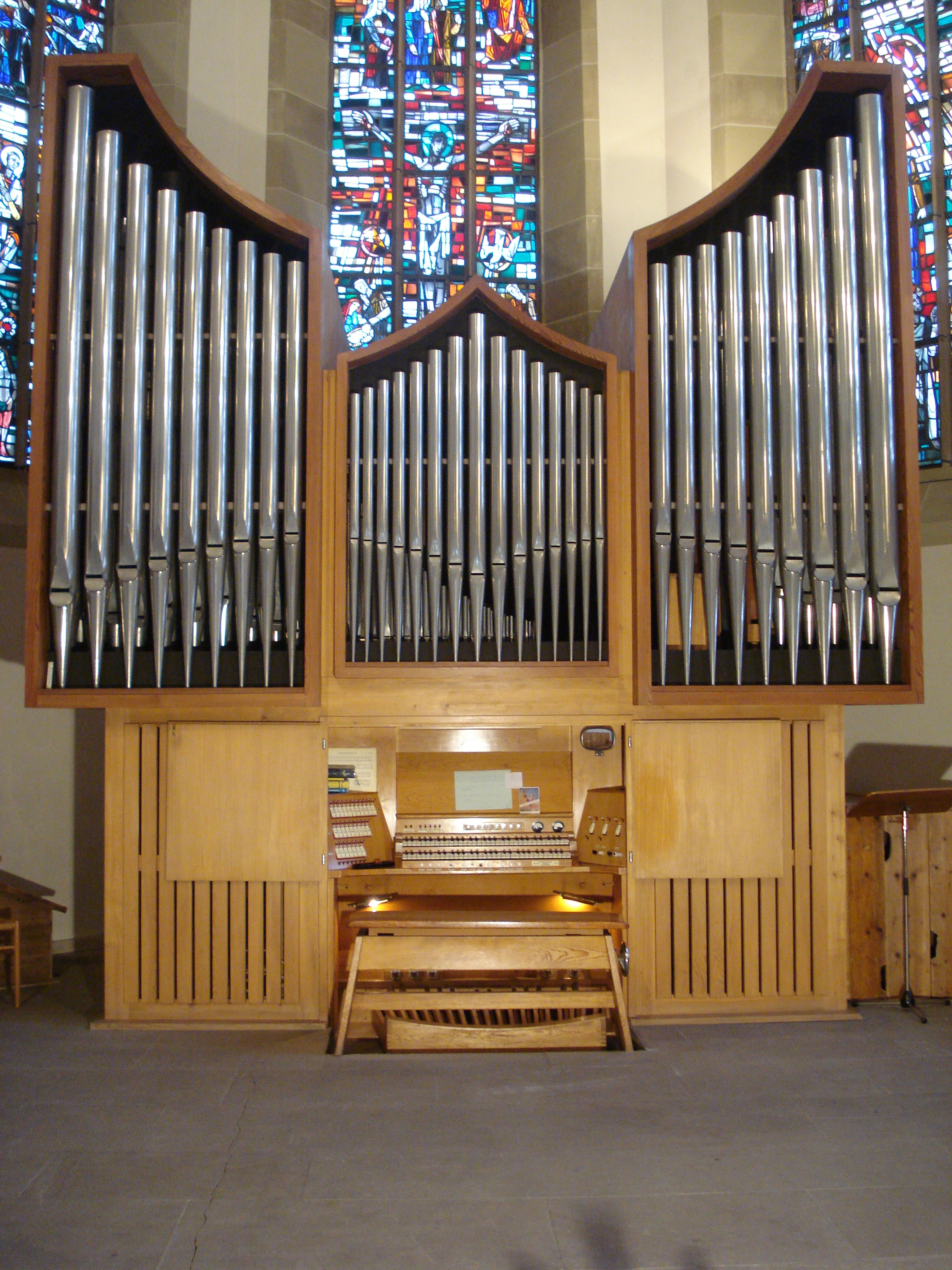
Weigle-Orgel (1968) im Chorraum

1682 wurde eine erste Orgel auf einer Empore im Chor eingebaut, 1841 folgte eine neue Walcker-Orgel mit zwei Manualen. 1882 wurde die Orgel auf die Westempore versetzt. Seit 1906 wird sie elektrisch betrieben. 1968 wurde eine neue zweimanualige Orgel im Chorraum eingebaut. Sie besitzt 25 Register und 2000 Pfeifen und stammt vom Orgelbau Friedrich Weigle.

### Glocken
Die Kirche besitzt vier Glocken:
- E-Glocke („Laurentius-Glocke“) von 1508 aus Hermsdorf/Schlesien (Dominica und Totenglocke)
- Fis-Glocke von 1949 (Bet- und Vaterunserglocke)
- A-Glocke von 1699 (Kreuz- und Zeichenglocke)
- H-Glocke von 1949 (Tauf- und Segensglocke).

Der Stahlglockenstuhl stammt aus dem Jahr 1968.

## Turm
Der Turm ist insgesamt ca. 45 Meter hoch und war ursprünglich wohl ein Wehrturm. 1773 erhielt er ein Zwiebeldach und 1881/1882 einen spitzen, 21 Meter hohen Turmhelm. Der Turmhahn ist vergoldet und 0,65 Meter hoch. An allen vier Seiten des Turmes sind große Ziffernblätter der Turmuhr angebracht.

## Außenbereich
Über dem Südeingang sind die Wappen der Württembergischen Herren und des Klosters Bebenhausen zu sehen. An der Südseite der Kirche befinden sich mehrere Gedenktafeln, die an wichtige Persönlichkeiten erinnern, die mit der Kirche verbunden sind:
- Pfarrer Jakob Böhmler (1460 bis 1500), Förderer des Kirchenumbaus Ende des 15. Jahrhunderts
- Pfarrer Philipp Matthäus Hahn (1739–1790), Theologe, Pietist und Erfinder (Uhren, Waagen, Himmels- und Rechenmaschinen usw.), der von 1770 bis 1781 Pfarrer an der Martinskirche war
- Rudolph Lechler (1826–1908), von 1847 bis 1899 Pioniermissionar der Basler Mission in Hongkong und Südchina (Hakka-Gebiet), verbrachte seinen Lebensabend in Kornwestheim.

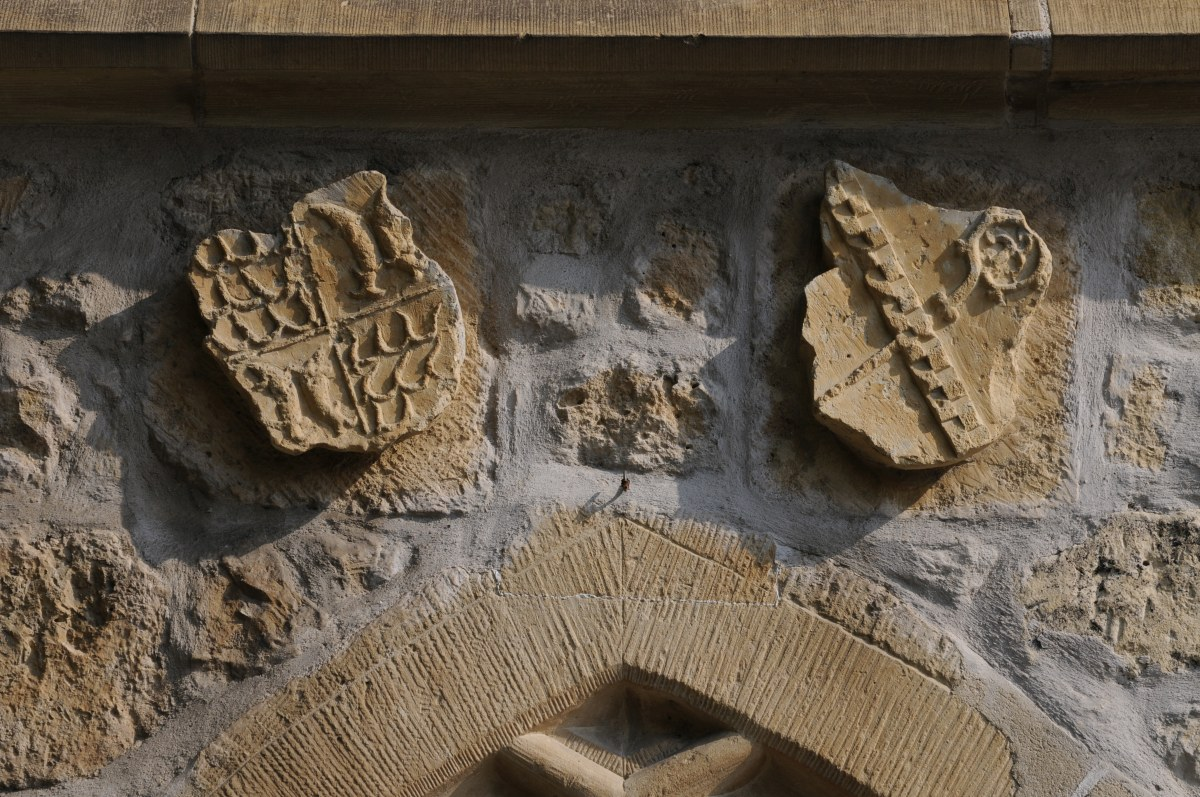
Württembergisches (links) und Bebenhäuser Wappen über dem Südeingang
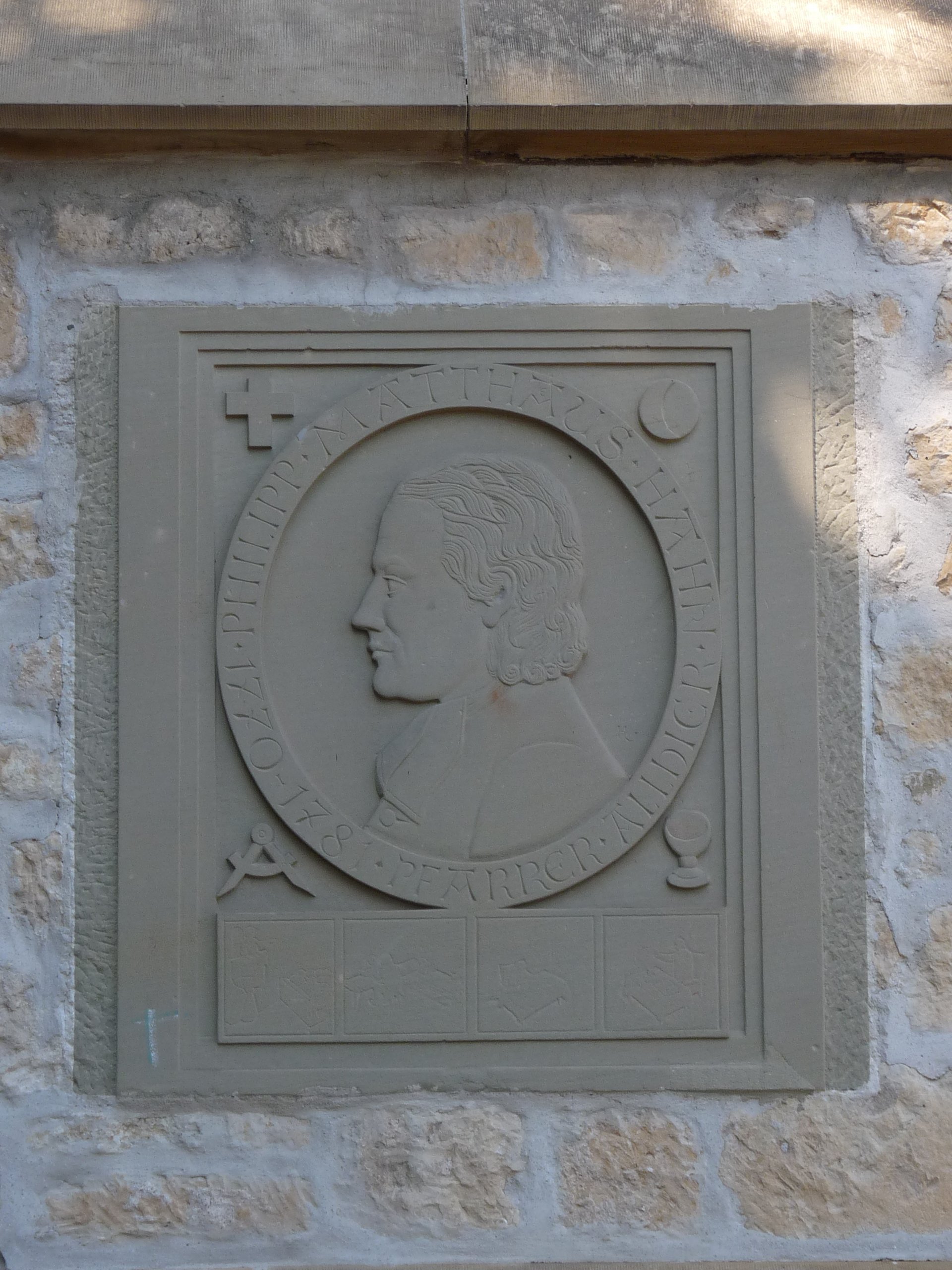
Gedenkplatte für den Pfarrer und Erfinder Philipp Matthäus Hahn
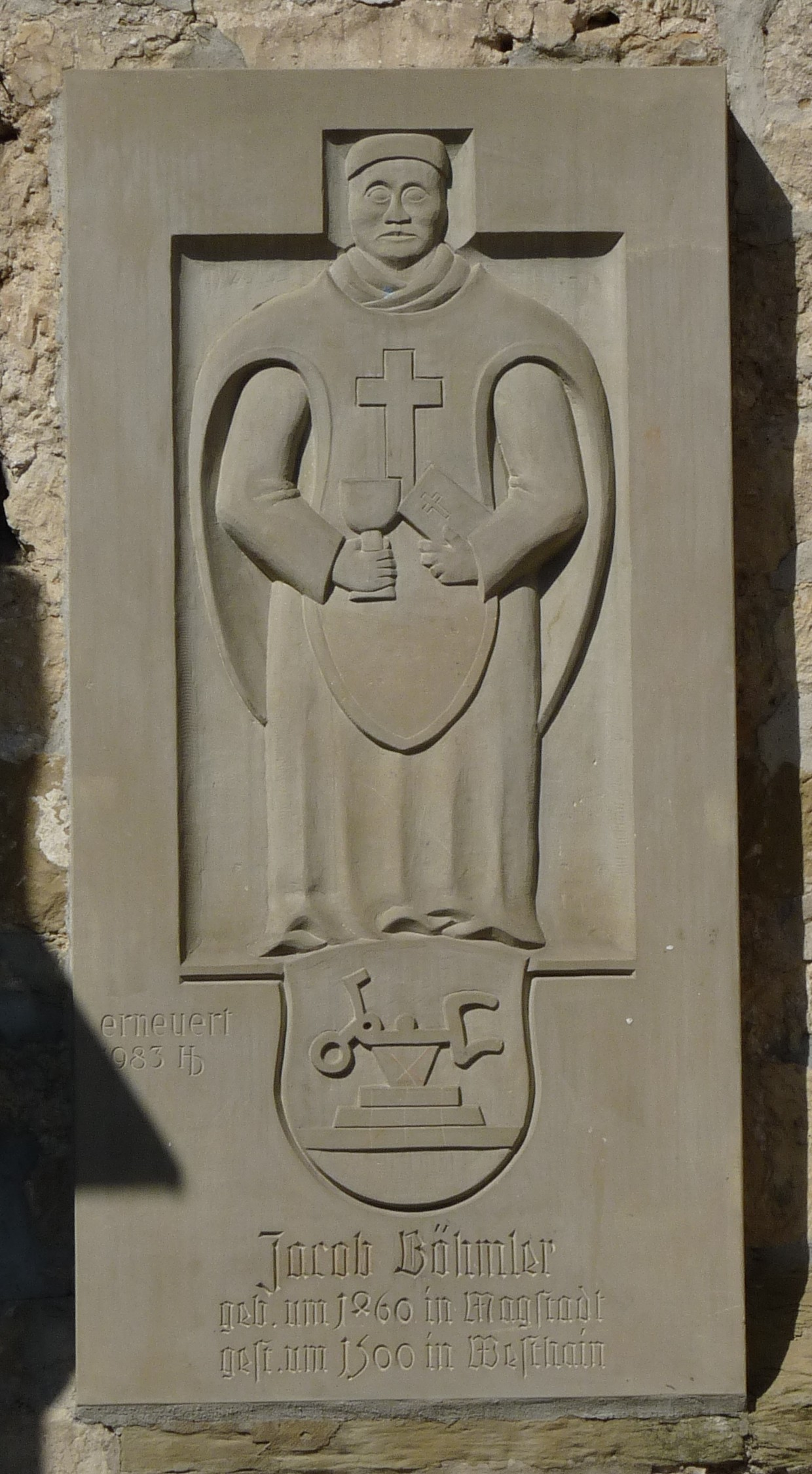
Gedenkplatte Pfarrer Jakob Böhmler
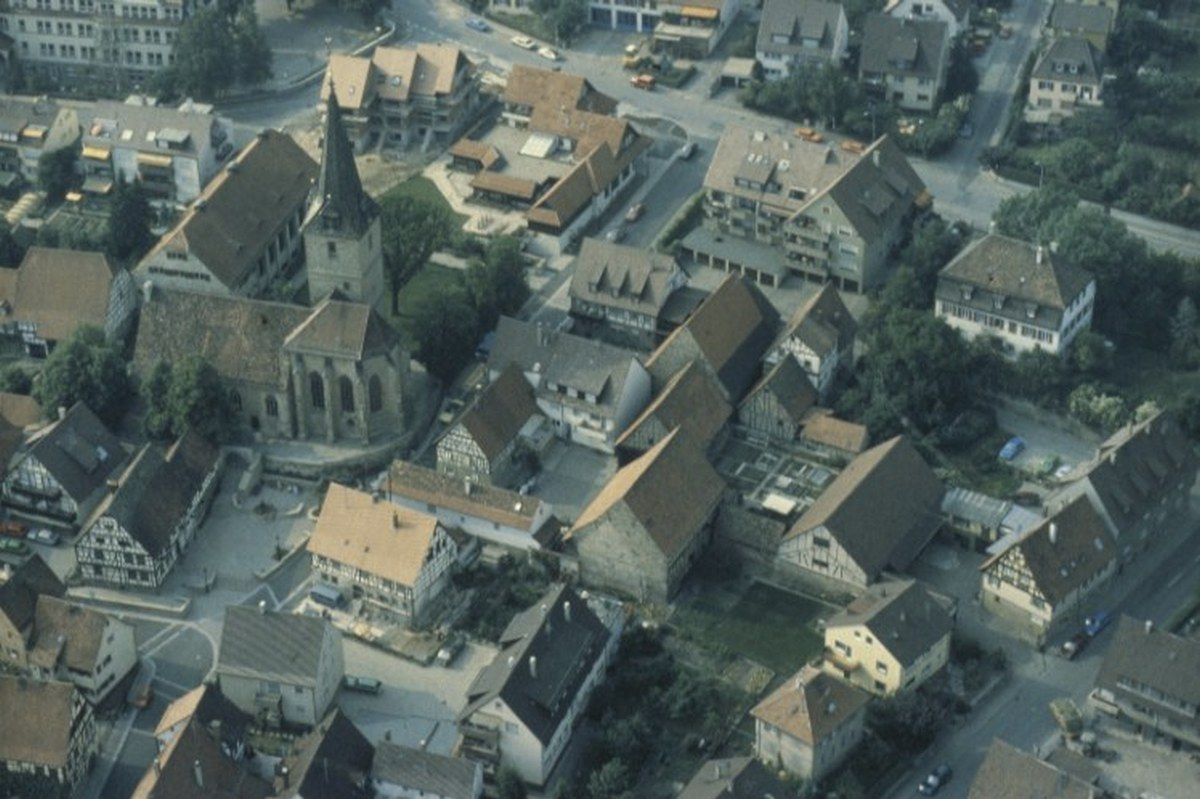
Luftbild St. Martin, dahinter das Philipp-Matthäus-Hahn-Gemeindehaus (Zehntscheuer)